# Spiranthes spiralis
Il viticcino autunnale (Spiranthes spiralis (L.) Chevall., 1827) è una pianta erbacea della famiglia delle Orchidacee con la particolare infiorescenza disposta a spirale.

## Etimologia
Il nome (sia generico Spiranthes che specifico spiralis) deriva dalla forma dell'infiorescenza. Infatti dal greco sappiamo che ”speira” = spira e ”anthos” = fiore.
Il binomio scientifico di questa pianta inizialmente era Ophrys spiralis, proposto dal botanico e naturalista svedese Carl von Linné (1707 - 1778) in una pubblicazione del 1753, modificato successivamente in quello attualmente accettato (Spiranthes spiralis), proposto dal medico e botanico francese François Fulgis Chevallier (1796-1840) in una pubblicazione del 1827.

## Descrizione

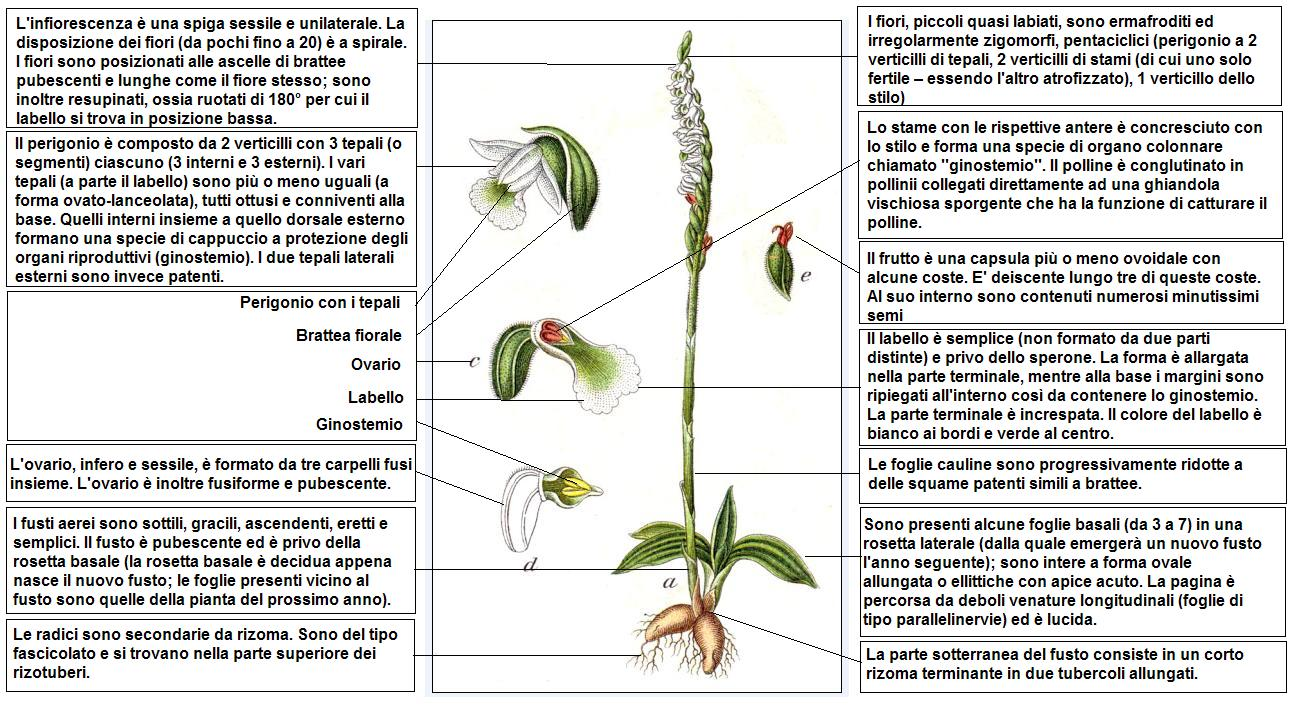
Descrizione delle parti della pianta

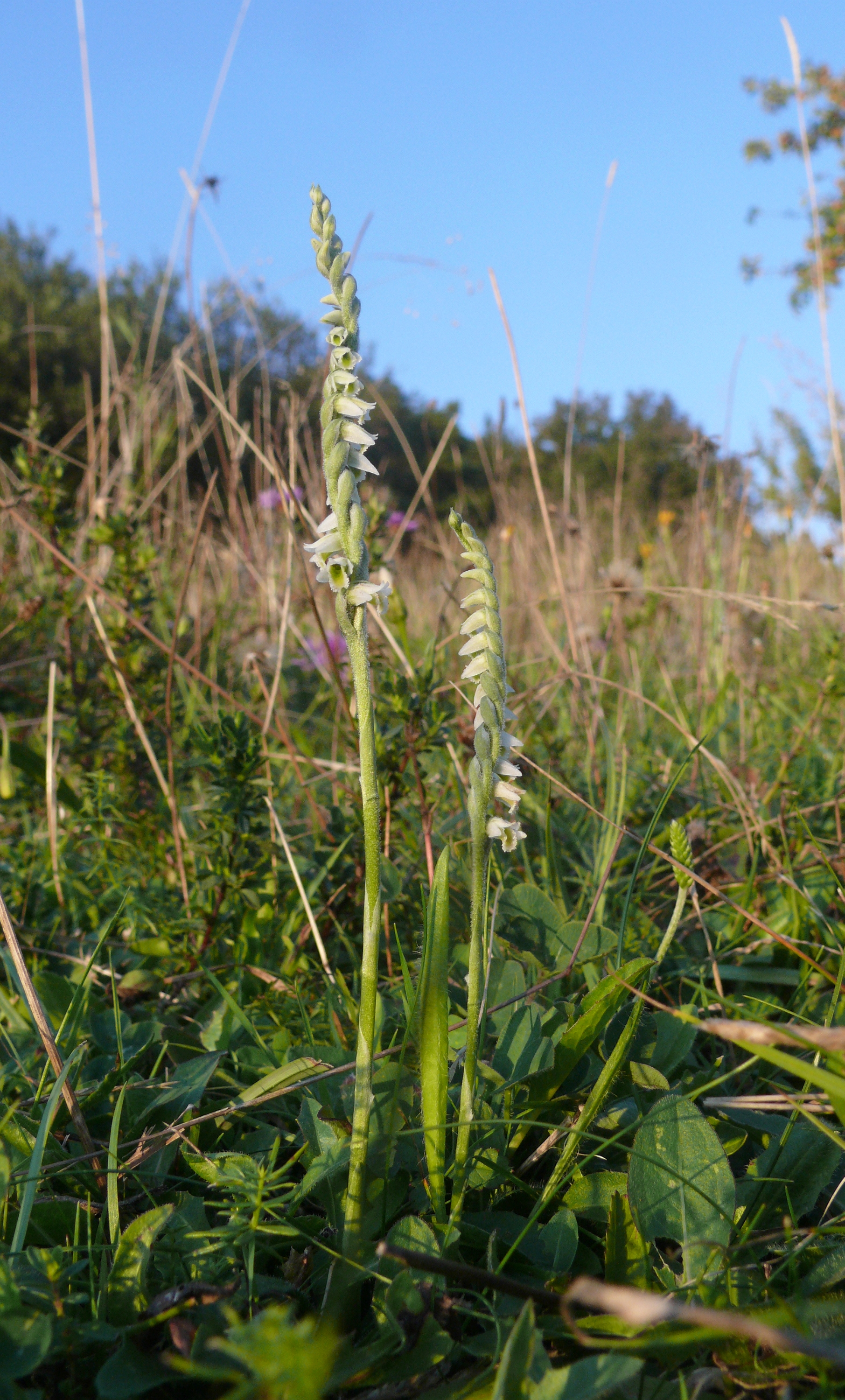
Il portamento

È una pianta erbacea perenne alta da 6 a 30 cm. La forma biologica di questa orchidea è geofita rizomatosa (G rizh), ossia è una piante con un particolare fusto sotterraneo, detto rizoma, che ogni anno si rigenera con nuove radici e fusti avventizi. È un'orchidea terrestre in quanto contrariamente ad altre specie, non è “epifita”, ossia non vive a spese di altri vegetali di maggiori proporzioni (ha cioè un proprio rizoma).

### Radici
Le radici sono secondarie da rizoma. Sono del tipo fascicolato e si trovano nella parte superiore dei rizotuberi.

### Fusto
- Parte ipogea: la parte sotterranea consiste in un corto rizoma terminante in due tubercoli allungati le cui funzioni sono quelle di alimentare la pianta, ma anche di raccolta dei materiali nutritizi di riserva. Questa pianta non è stolonifera. Dimensione dei rizotuberi: 5 – 8 cm.
- Parte epigea: i fusti aerei sono sottili, gracili, ascendenti, eretti e semplici. Il fusto è pubescente ed è privo della rosetta basale (la rosetta basale è decidua appena nasce il nuovo fusto; le foglie presenti vicino al fusto sono quelle della pianta del prossimo anno).

### Foglie

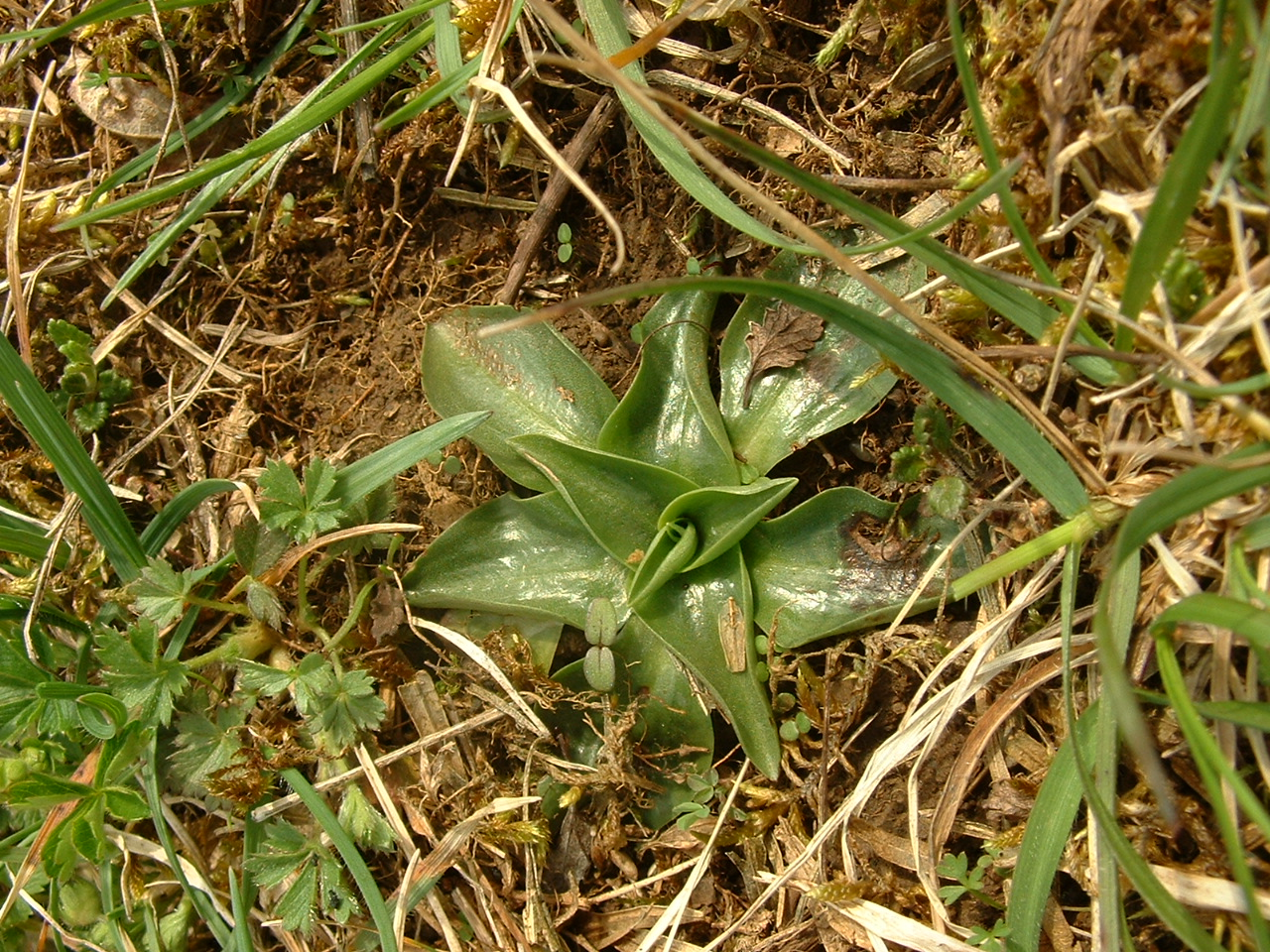
La rosetta basale

- Foglie basali: la rosetta foliare basale secca usualmente prima della fioritura; al momento dell'antesi sono presenti alcune foglie (da 3 a 7) in una rosetta laterale, dalla quale emergerà, l'anno seguente, un nuovo fusto fiorifero. Le foglie sono intere a forma ovale allungata o ellittiche con apice acuto. La pagina è percorsa da deboli venature longitudinali (foglie di tipo parallelinervie) ed è lucida. Dimensioni delle foglie: larghezza 7 – 11 mm; larghezza 12 – 25 mm.
- Foglie cauline: sono progressivamente ridotte a delle squame patenti simili a brattee.

### Infiorescenza

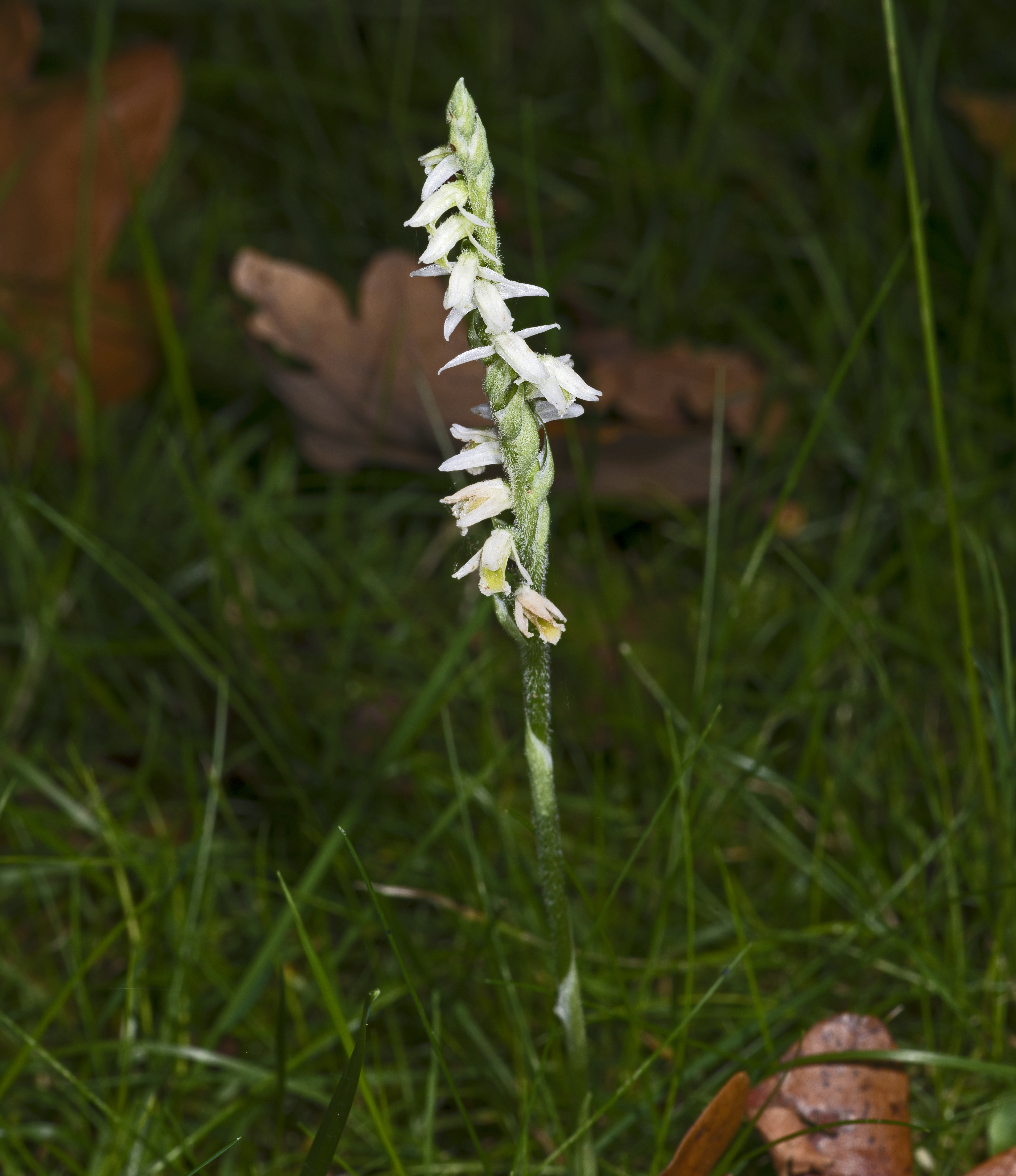
Infiorescenza elicoidale
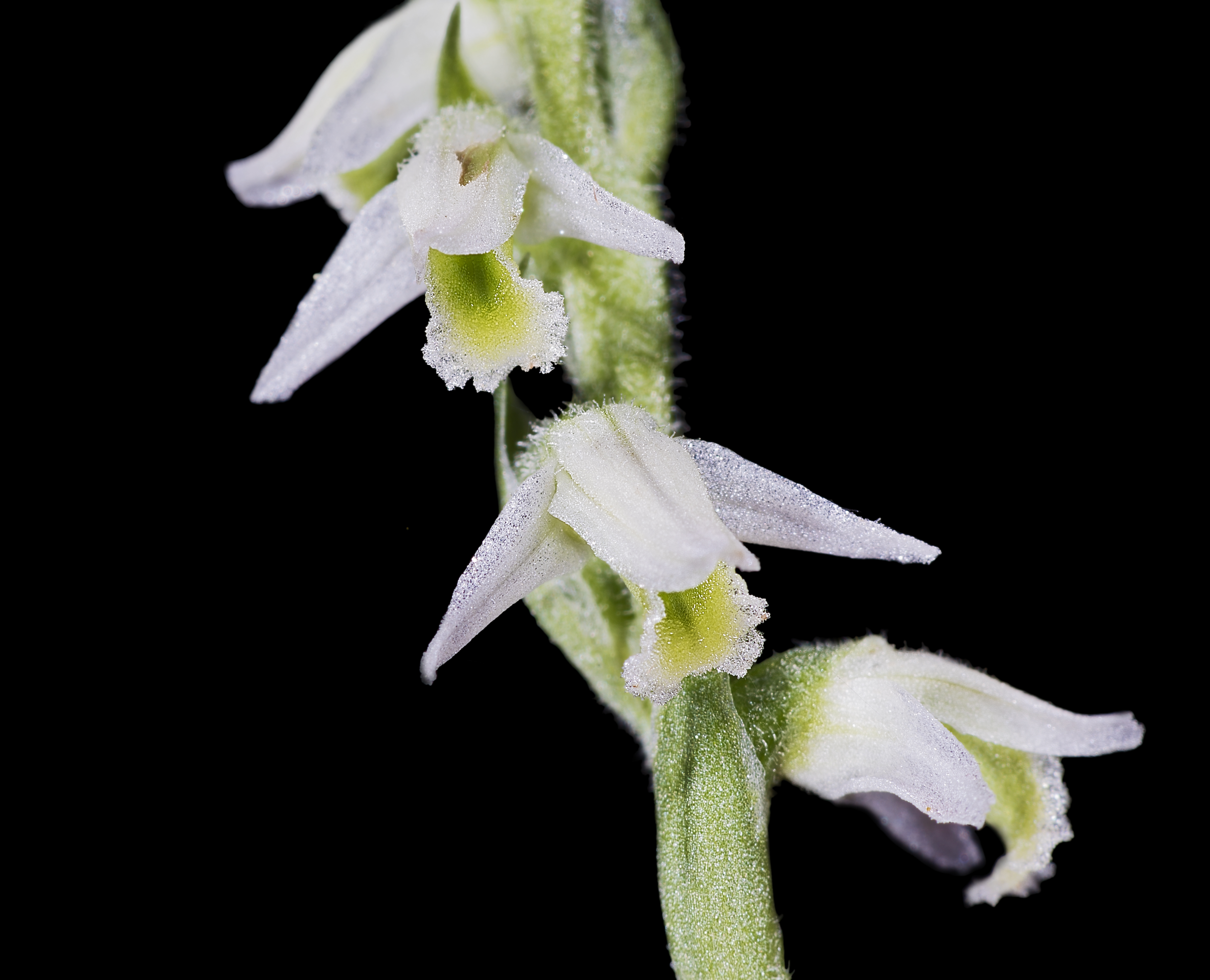
I fiori

L'infiorescenza è una spiga sessile e unilaterale. La disposizione dei fiori (da pochi fino a 20) è a spirale. I fiori sono posizionati alle ascelle di brattee pubescenti e lunghe come l'ovario; sono inoltre resupinati, ossia ruotati di 180° per cui il labello si trova in posizione bassa. Dimensione dell'infiorescenza: 3 – 15 cm.

### Fiore
I fiori, piccoli quasi labiati, sono ermafroditi ed irregolarmente zigomorfi, pentaciclici (perigonio a 2 verticilli di tepali, 2 verticilli di stami (di cui uno solo fertile – essendo l'altro atrofizzato), 1 verticillo dello stilo). Dimensione dei fiori: 4 – 7 mm.
- Formula fiorale: per queste piante viene indicata la seguente formula fiorale:

X, P 3+3, [A 1, G (3)], infero, capsula
- Perigonio: il perigonio è composto da 2 verticilli con 3 tepali (o segmenti) ciascuno (3 interni e 3 esterni). I vari tepali (a parte il labello) sono più o meno uguali (a forma ovato-lanceolata), tutti ottusi e conniventi alla base. Quelli interni insieme a quello dorsale esterno formano una specie di cappuccio a protezione degli organi riproduttivi (ginostemio). I due tepali laterali esterni sono invece patenti. Il colore dei tepali è bianco.
- Labello: il labello è semplice (non formato da due parti distinte) e privo dello sperone. La forma è allargata nella parte terminale, mentre alla base i margini sono ripiegati all'interno così da contenere lo ginostemio. La parte terminale è increspata. Il colore del labello è bianco ai bordi e verde al centro.
- Ginostemio: lo stame con le rispettive antere (in realtà si tratta di una sola antera fertile biloculare – a due logge) è concresciuto con lo stilo e forma una specie di organo colonnare chiamato ginostemio[5]. Il polline è conglutinato in pollinii (o masse polliniche) collegati direttamente (senza caudicole) al retinacolo (una ghiandola vischiosa sporgente che ha la funzione di catturare il polline). L'ovario, infero e sessile, è formato da tre carpelli fusi insieme[3]. L'ovario è inoltre fusiforme e pubescente.
- Fioritura: da agosto a novembre. È una delle poche (forse l'unica) orchidea a fiorire in autunno.

### Frutti
Il frutto è una capsula più o meno ovoidale con alcune coste. È deiscente lungo tre di queste coste. Al suo interno sono contenuti numerosi minutissimi semi (sono probabilmente i semi più piccoli della famiglia delle Orchidee). Questi semi sono privi di endosperma e gli embrioni contenuti in essi sono poco differenziati in quanto formati da poche cellule. Queste piante vivono in stretta simbiosi con micorrize endotrofiche, questo significa che i semi possono svilupparsi solamente dopo essere infettati dalle spore di funghi micorrizici (infestazione di ife fungine del genere Rhizoctonia). Questo meccanismo è necessario in quanto i semi da soli hanno poche sostanze di riserva per una germinazione in proprio..

## Biologia
La riproduzione di questa pianta avviene in due modi: 
- per via sessuata grazie all'impollinazione degli insetti pronubi (imenotteri) in quanto è una pianta provvista di nettare; ma la germinazione dei semi è condizionata dalla presenza di funghi specifici (i semi sono privi di albume – vedi sopra).
- per via vegetativa in quanto i rizomi possono emettere gemme avventizie capaci di generare nuovi individui.

## Distribuzione e habitat
- Geoelemento: il tipo corologico (area di origine) è Europeo - Caucasico.
- Distribuzione: questa orchidea in Italia è comune su tutto il territorio (più rara al nord). Nelle Alpi si trova in tutte le province ad esclusione di Bolzano. Fuori dall'Italia è presente su tutti i rilievi europei ad esclusione delle Alpi Dinariche.
- Habitat: l'habitat tipico sono le pinete e i prati aridi; ma anche le praterie rase, le zone semi-pietrose e i querceti, castagneti, carpineti e i betuleti. Il substrato preferito è sia calcareo che siliceo, con pH neutro, bassi valori nutrizionali del terreno che deve essere mediamente umido.
- Distribuzione altitudinale: sui rilievi queste piante si possono trovare fino a 900 m s.l.m.; frequentano quindi i seguenti piani vegetazionali: collinare e montano.

### Fitosociologia
Dal punto di vista fitosociologico la specie di questa voce appartiene alla seguente comunità vegetale:
Formazione: delle comunità a emicriptofite e camefite delle praterie rase magre secche
Classe: Festuco-Brometea

## Tassonomia
Il numero cromosomico di S. spiralis è: 2n = 30.

### Ibridi
S. spiralis può ibridarsi con la specie affine Spiranthes aestivalis (Poir.) Rich. e produrre l'ibrido:
- Spiranthes × zahlbruckneri Fleischmann (1910)

### Sinonimi
S. spiralis ha avuto nel tempo diverse nomenclature tra cui:
- Ophrys spiralis L. (1753) (basionimo)
- Epipactis spiralis (L.) Crantz (1769)
- Neottia spiralis (L.) Sw. (1805)
- Serapias spiralis (L.) Scop. (1772)
- Spiranthes autumnalis (Balb.) Rich. (1817)

### Specie simili
Con la particolare infiorescenza elicoidale (e la fioritura autunnale) è un'orchidea difficilmente confondibile con altre, a parte la congenere S. aestivalis che si distingue per il periodo di fioritura più avanzato, per la rosetta delle foglie coassiale al fusto e per le brattee dell'infiorescenza più lunghe e i fiori più patenti (si proiettano lateralmente all'infuori rispetto all'asse dell'infiorescenza).

## Conservazione
Come tutte le orchidee è una specie protetta e quindi ne è vietata la raccolta e il commercio ai sensi della Convenzione sul commercio internazionale delle specie minacciate di estinzione (CITES).